# 島津貴柄
島津 貴柄（しまづ たかもと）は、江戸時代後期の薩摩藩士。大隅郡垂水領主。藩主一門垂水島津家12代当主。

## 経歴
寛政3年（1791年）3月10日、一門垂水家島津貴品の子として垂水に生まれる。幼名は小源太。寛政11年（1799年）、藩主島津斉宣の加冠で元服する。
文化3年（1806年）3月、藩主斉宣の命で、斉宣の八男謙次郎を養子に迎えるも、翌年夭折する。文化6年（1809年）、重富島津忠救の娘・お喜佐（母は10代貴澄の娘・お道）と結婚する。
文化9年（1812年）に発行された祖父貴澄の漢詩集『廃簏詩稿（はいろくしこう）』の付録に、父貴品や貴明（貴柄）の挽詩集が収録されている。また同年、末川久救（末川周山、9代貴儔の庶子）の編纂した歌集「浪の下草」に正室お喜佐の和歌が収録されている。
文政2年（1819年）、通称を長門と改める。天保2年（1831年）3月28日、隠居して家督を実子の貴典に譲る。天保4年（1833年）10月4日、死去。享年43。

## 参考サイト
- 西尾市岩瀬文庫／古典籍書誌データベース
- 鹿児島大学図書館報「南風」